# Olga Alexandrowna Lander
Olga Alexandrowna Lander (russisch Ольга Александровна Ландер; * 10. April 1909 in Samara; † 19. September 1996 in Moskau) war eine sowjetische Fotografin.

## Leben
Lander stammte aus einer jüdischen Familie; sie war die Tochter des Fotografen Aleksandr Issajewitch Lander und seiner Frau Jewgenija Issakowna. Nach dem Abitur in ihrer Heimatstadt begann sie 1927 eine Ausbildung am Stroganow-Institut in Moskau; parallel nahm sie eine Stelle im Fotoatelier von Moses Nappelbaum an. Sie setzte ihre Ausbildung in der Künstlervereinigung der Stankowisten fort und wurde Schülerin und Assistentin von David Sternberg. Ab 1930 arbeitete sie für das Filmstudio Tadshikfilm. 1932 heiratete sie Leonid Rajgorodskij, 1933 wurde die gemeinsame Tochter Irina geboren. 1934 trennte sie sich von ihrem Ehemann und arbeitete als Fotolaborantin bei der Zeitung Komsomolskaja Prawda, für die sie sehr bald auch als Fotokorrespondentin tätig war. Lander bereiste für ihre Fotoreportagen weite Teile der Sowjetunion. 1936 heiratete sie ihren Redaktionskollegen Leonid Aleksejewitsch Korobow.
Von 1943 bis 1948 war sie im Gebiet der sowjetischen Südwestfront als Fotoreporterin für die Zeitung der Südwestfront Sowjetskij Woin (Sowjetischer Kämpfer) eingesetzt. Nach Kriegsende wurde die Sowjetskij Woin die Zeitung der sowjetischen Truppen, die in Bulgarien und Rumänien stationiert waren. Nach ihrer Rückkehr nach Moskau konnte Lander erst 1953 wieder als Fotografin arbeiten, ab 1956 für die Zeitung Sowetskaja Rossija. Dort blieb sie bis zu ihrem Ruhestand 1974.
Die mehr als 3000 Negative der Kriegsfotos Landers werden heute im Staatlichen Historischen Museum und im Zentralmuseum der russischen Streitkräfte in Moskau sowie im Russischen Staatlichen Archiv für Film- und Fotodokumentation in Krasnogorsk und in ukrainischen Museen in Odessa und Saporoshje aufbewahrt.

## Auszeichnungen
- Orden des Roten Sterns
- Orden des Vaterländischen Krieges 2. Klasse